# Tadeusz Piotrowski (montañista)
Tadeusz Piotrowski (1940-1986) fue un montañero polaco y autor de varios libros relacionados con el tema. Se ha dicho que fue el más sutil de los montañeros de finales del siglo XX.
Comenzó su carrera en los años 60 en las montañas Tatra, cuando era estudiante en la Universidad Szczecin de Tecnología. Fue uno de los primeros en especializarse en alpinismo de invierno.
Sus mejores escaladas incluyen: Trollryggen en Noruega en el invierno de 1972, Noshaq en Afganistán en 1973, Rakaposhi en Pakistán en 1979, Distaghil Star en Pakistán en 1980, Napi en Nepal en 1983 y K2 en China/Pakistán en el verano de 1986.
En 1974 su compañero Stanislaw Latallo murió en Lhotse; causó cierta controversia el hecho de que Piotrowki pudiera ayudarlo o no. En 1983 Piotrowski dirigió el ascenso a Api (7132 metros sobre el nivel del mar) llegando a la cima en Nochebuena. Fue acompañado por Andrzej Bieluń quien iba a la cabeza pero desapareció al llegar a la cima; se asume que murió.
Piotrowski murió el 10 de julio de 1986. Dos días antes terminó junto a Jerzy Kukuczka el primer ascenso a la cara sur del K2, también llamado la línea polaca. Esta es una ruta muy peligrosa llena de seracs, y que fue llamada "suicida" por Reinhold Messner.